# Мёртвые сны
Мёртвые сны — четвёртый студийный альбом группы Фактора Страха, вышел 14 января 2010 года. Последний альбом, записанный с Ильёй Александровым, Дмитрием Скопиным-Панюковым и Станиславом Вознесенским.

## История создания
«Beyond The Strength» — это переведённая на английский язык, ранее известная, композиция «Выше сил» с альбома «Театр военных действий, акт 1». «Cracking Into Dust» также переведённая песня, в оригинале — «Разлетаясь в пыль». По каким-то причинам на пластинку не попадает песня «Всё сначала», впоследствии входит в сольный альбом Константина Селезнёва «Территория Х».
29 апреля 2010 года от остановки сердца умирает вокалист Илья Александров, вскоре на смену ему приходит Михаил Сидоренко. Презентация альбома с участием Ильи Александрова «Мёртвые сны» так и не успела состояться.

## Отзывы критиков
(<…>) С самого начала нащупав оптимальный баланс между мелодикой и драйвом, Фактор страха и на «Мёртвых снах» «держит марку», выдавая агрессивный материал с цепляющими вокальными партиями, причём вершиной альбома я бы назвал роскошную балладу «Потерянный рай» — с такой вещью прямая дорога в ротацию на радио! Интересным дополнением к русскоязычному материалу диска оказалась пара старых боевиков с английскими текстами (правда, не вынесенных в качестве каких-то особенных бонусов) — «Beyond The Strength» и «Cracking Into Dust» — уж не «пристрелка» ли это перед интервенцией на западный рынок?— Рецензия из журнала «DarkCity» 

## Список композиций
| №   | Название              | Текст песни | Музыка      | Длительность |
| --- | --------------------- | ----------- | ----------- | ------------ |
| 1.  | «Ты просто жил»       | К. Селезнёв | К. Селезнёв | 4:03         |
| 2.  | «Мёртвые сны»         | К. Селезнёв | К. Селезнёв | 3:31         |
| 3.  | «Жизнь не вечна»      | К. Селезнёв | К. Селезнёв | 3:52         |
| 4.  | «Поколение»           | К. Селезнёв | К. Селезнёв | 4:05         |
| 5.  | «Игла»                | К. Селезнёв | К. Селезнёв | 3:45         |
| 6.  | «Game over»           | К. Селезнёв | К. Селезнёв | 3:37         |
| 7.  | «Потерянный рай»      | К. Селезнёв | К. Селезнёв | 4:30         |
| 8.  | «Стая»                | К. Селезнёв | К. Селезнёв | 4:10         |
| 9.  | «Дорога в никуда»     | К. Селезнёв | К. Селезнёв | 5:35         |
| 10. | «Beyond the strength» | К. Селезнёв | К. Селезнёв | 5:16         |
| 11. | «Cracking into dust»  | К. Селезнёв | К. Селезнёв | 4:44         |

## Участники записи

### Основной состав
- Илья «Eel-A» Александров — вокал
- Константин Селезнёв — музыка, тексты, гитара, вокал, клавишные
- Александр «Kuzoff» Кузавов — гитара
- Дмитрий «Викинг» Скопин-Панюков — бас-гитара, бэк-вокал
- Станислав Вознесенский — ударные

### Приглашённые музыканты
- Даша «Nookie» (Слот) — вокал в «Мёртвые сны»
- Владимир Ермаков (Чёрный Обелиск) — барабаны
- Максим Олейник (Иван Царевич) — барабаны
- Владислав «Graf» Ивойлов (Amalgama) — бэк-вокал